# Лэйрд, Макгрегор
Макгрегор Лэйрд (англ. Macgregor Laird; 1808, Гринок — 9 января 1861, Лондон) — шотландский кораблестроитель и торговец, один из пионеров британской торговли на реке Нигер.

## Биография
Родился в Гриноке, был младшим сыном Уильяма Лэйрда, основателя судостроительной фирмы в Биркенхеде.
В 1831 году Лэйрд и несколько купцов из Ливерпуля создали компанию для развития торговли в регионах по нижнему течению реки Нигер, впервые исследованным незадолго до этого Ричардом Лемоном Ландером и его младшим братом Джоном. В 1832 году компания направила два небольших судна в Нигер, в том числе Alburkah, колёсный пароход водоизмещением в пятьдесят пяти тонн, спроектированный Лэйрдом, — первое железное судно, переплывшее океан. Лэйрд отправился с экспедицией, которую возглавлял Ричард Ландер и которая включала сорок восемь европейцев, но все они, за исключением девяти, умерли от лихорадки или, в случае с Ландером, от ран. Лэйрд прошёл вверх по Нигеру до его слияния с Бенуэ, став первым белым человеком, добравшимся до этих мест. Он не пошёл дальше вверх по реке, но, как ему казалось, получил сведения о её истоках и течении.
Экспедиция вернулась в Ливерпуль в 1834 году. Лэйрд и хирург Олдфилд были единственными выжившими офицерами, кроме капитана (тогда лейтенанта) Уильяма Аллена, который сопровождал экспедицию по приказу Адмиралтейства для исследования реки. В 1837 году Лэйрд и Олдфилд опубликовали отчёт о своей экспедиции под названием Narrative of an Expedition into the Interior of Africa by the River Niger in 1832, 1833, 1834.
Экспедиция была неудачной с коммерческой точки зрения, но записи Лэйрда, как считается, стали неоценимым опытом для его преемников. Он никогда больше не возвращался в Африку, вместо этого посвятив себя в основном развитием торговли с Западной Африкой и особенно открытию стран, затем сформировавшим британский протекторат в Нигерии. Одной из главных причин его участия в этом было его убеждение, что этот метод был лучшим средством остановить работорговлю и повысить социальное положение африканцев.
В 1854 году он построил при поддержке британского правительства небольшой пароход, Pleiad, который под командованием капитана Уильяма Бальфура Бейки совершал настолько успешные рейсы, что правительство побудило Лэйрда подписать контракт на ежегодные рейсы торговых пароходов по специально построенной для навигации линии на Нигере и Бенуэ. Различные станции были основаны на Нигере, и, хотя государственная поддержка была прекращена после смерти Лэйрда и Бейки, британские торговцы продолжали посещать реку, которую Лэйрд открыл с небольшой или без личной выгоды.
Интересы Лэйрда, однако, не ограничивались только Африкой. В 1837 году он был одним из организаторов компании, созданной для запуска пароходной линии между Англией и Нью-Йорком, и в 1838 году Sirius, пароход, посланный этой компанией, стал первым судном, которое пересекло Атлантику из Европы, идя полностью под паром.
Лэйрд умер в Лондоне в 1861 году.